# From the Ancient World
From the Ancient World is het tweede studioalbum van de Franse muziekgroep Sensitive to Light. Het muziekalbum is opgenomen door Leff. Daarnaast schreef Leff bijna alle songs, mixte het album en deed ook zelf de mastering. De opnamen van dit neo-progalbum vonden plaats in de zomer van 2007. Het gitaarspel van Leff vertoont daarbij overeenkomsten met dat van Steve Rothery van Marillion. Alhoewel er sprake is van vrij lange composities is de samenhang niet optimaal, daarvoor wisselt Leff te veel van stijl en melodie binnen een nummer. Turrel heeft de band inmiddels verlaten.

## Leden
- Lenny Lewis – zang
- Vynce Leff – gitaar, dwarsfluit
- Fred Vernet – basgitaar
- Jean Philipe Dupont – toetsinstrumenten
- Réjane Turrel – slagwerk

## Composities
1. From the Ancient World
  1. Ephemeral Past (8:21)
  2. Roots (7:17)
  3. Legends and Fairytales (5:57)
  4. Ancient World (8:47)
2. Real world (7:39)
3. Sleeping volcano (9:39)
4. November (4:28)
5. From the Ancient World deel 5: Epilogue (7:26)